# Прошение Агапия, Григория и Иоанна IX—XI века
Прошение Агапия, Григория и Иоанна IX—XI века — 3 мангупские надписи IX—XI века на т. н. византийском греческом языке, выполненные на обломке известнякового ранневизантийского фриза, украшенного двойным рядом листьев аканфа; памятник хранится в фондах Бахчисарайского дворца-музея. Также на камне нанесена 1 готская надпись — вместе с четырьмя текстами на другой части памятника единственные на сегодняшний день образцы готского письма в юго-западном Крыму.

Артефакт найден при раскопках в 1938 году М. А. Тихановой в вымостке крещальни над одной гробниц Большой базилики, как стройматериал вторичного использования: вмурован в стену верхней стороной наружу. Обломок имеет размеры 9,5 см высотой, 25,0 см шириной и толщиной 21,0 см, высота букв — 5—7 мм. На основе палеографического исследования надписи относят к IX—XI веку. Первая надпись нанесена на середине его высоты, поверх сграффито с изображением головы в нимбе. Реконструированная надпись с переводом выглядит так:
ср.-греч. [Κ(ύρι)ε, βοήθει (e.g.)] Ἀγα[πί]ο ἀναξ(ί)ο πρ(ω)το[π]α[π]ᾷ  — Господи, помоги (?) Агапию, недостойному протопопу
Вторая надпись располагается справа от первой и, выполненная в том же стиле, прочтена таким образом
ср.-греч. Ὁ θεός, τῖ πρ<ε>σβείᾳ τοῦ ἁ[γίου] Ἰωάννου σῶσον τ[ὸν δοῦλόν] σου παπᾶν Γριγώρ[ιν ἀναγνόσ-] την ἁμαρτολόν, [ἀμήν] — Боже, по заступничеству святого Иоанна спаси раба Твоего попа Григория, грешного чтеца, аминь
Открывшая памятник М. А. Тиханова, предложила перевод «О боже, [услышь] просьбу святого Иоанна и спаси раба его, отца Григория, чтеца грешника», оговариваясь, что текст не вполне правильно ею прочтён. По аналогии шрафта со шрифтом надписи из Херсона IV—V века «Посвящение Мартирия», историк датирует мангупскую надпись тем же временем. Доктор исторических наук В. П. Яйленко, критикуя выводы Тихановой, приводит свой вариант перевода «Эта [крещальня] — честные дары святого Иоанна. Спаси раба твоего попа Григория, грешного чтеца. Аминь», сделав вывод, что крещальня была построена во имя св. Иоанна (Иоанна Крестителя) в VI веке. Выводы обеих учёных не принимаются современными исследователями. Третья надпись располагается слева внизу от первой и очень, ввиду отрывочности и испорченности, плохо читается: приводя текст с переводом Виноградов оговаривает эту особенность («читается неуверенно»)
ср.-греч. [Βοή]θη τὸν δοῦλόν σου, πατήρ μου, πρεσβύτερον Ἰω[άννην ---]ετον vac. Προκωπίου — Помоги рабу своему, отче мой, пресвитеру Иоанну… Прокопия

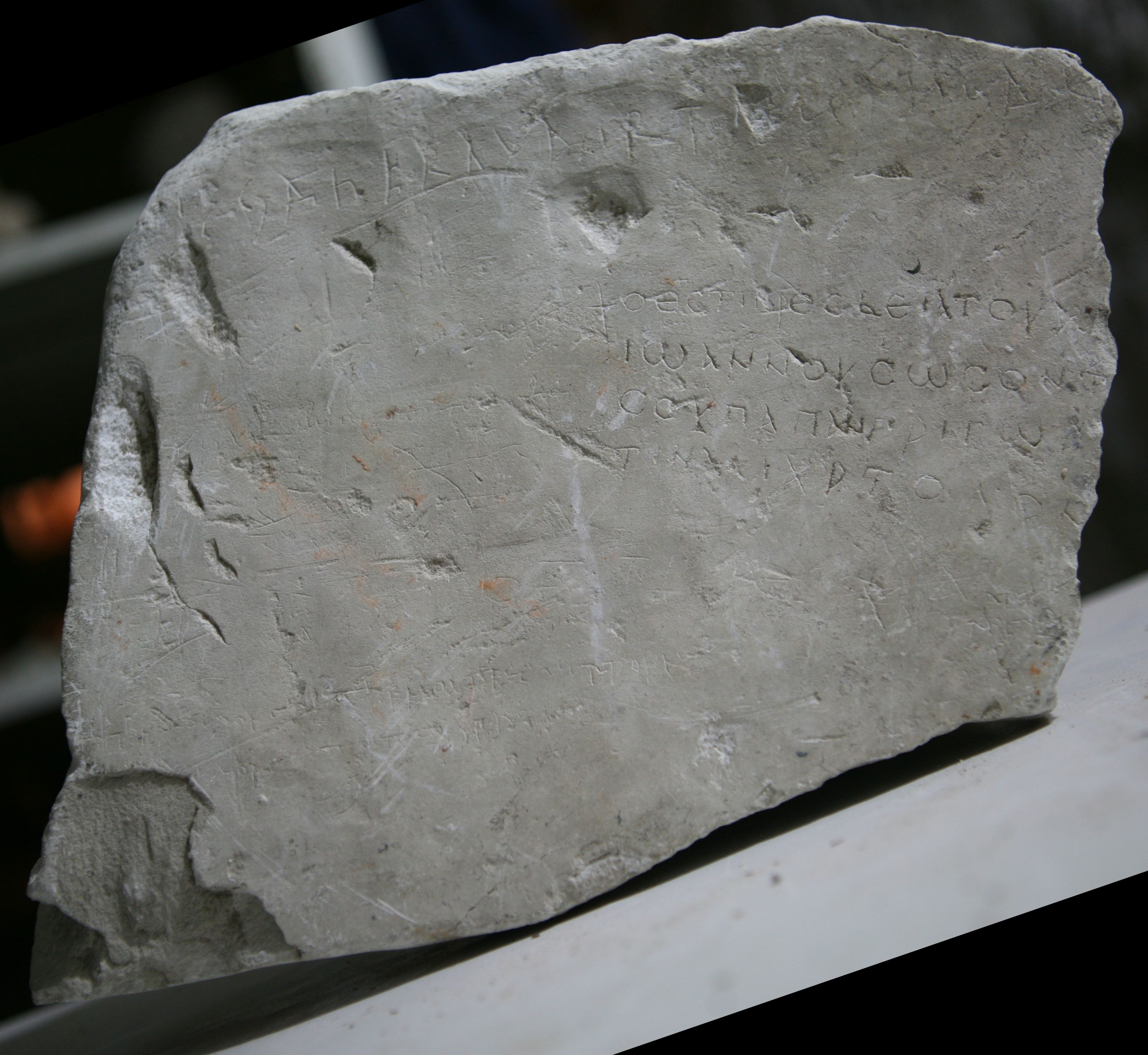
Плита с текстом «Прошения»
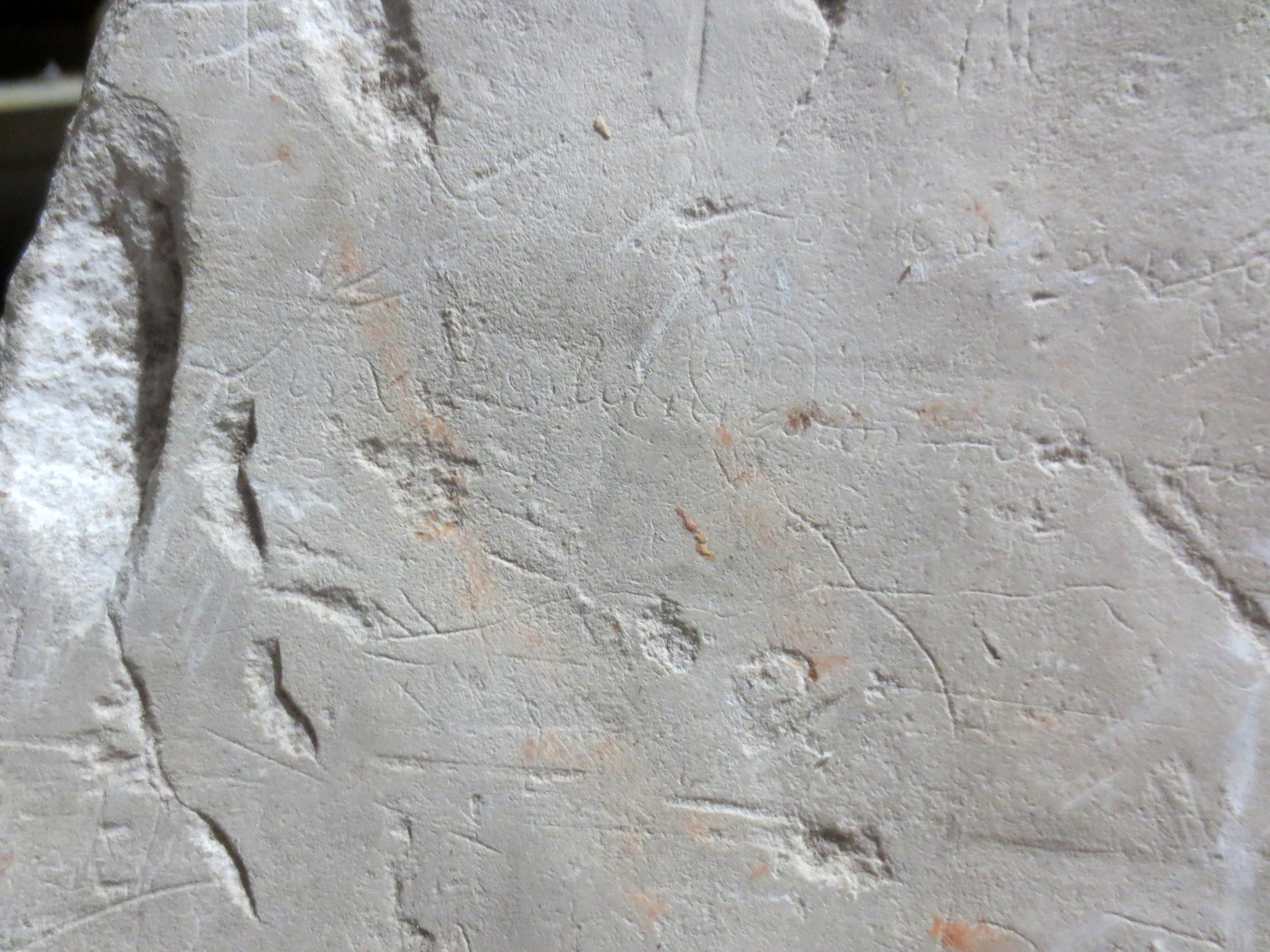
Плита с текстом «Прошения», фрагмент.
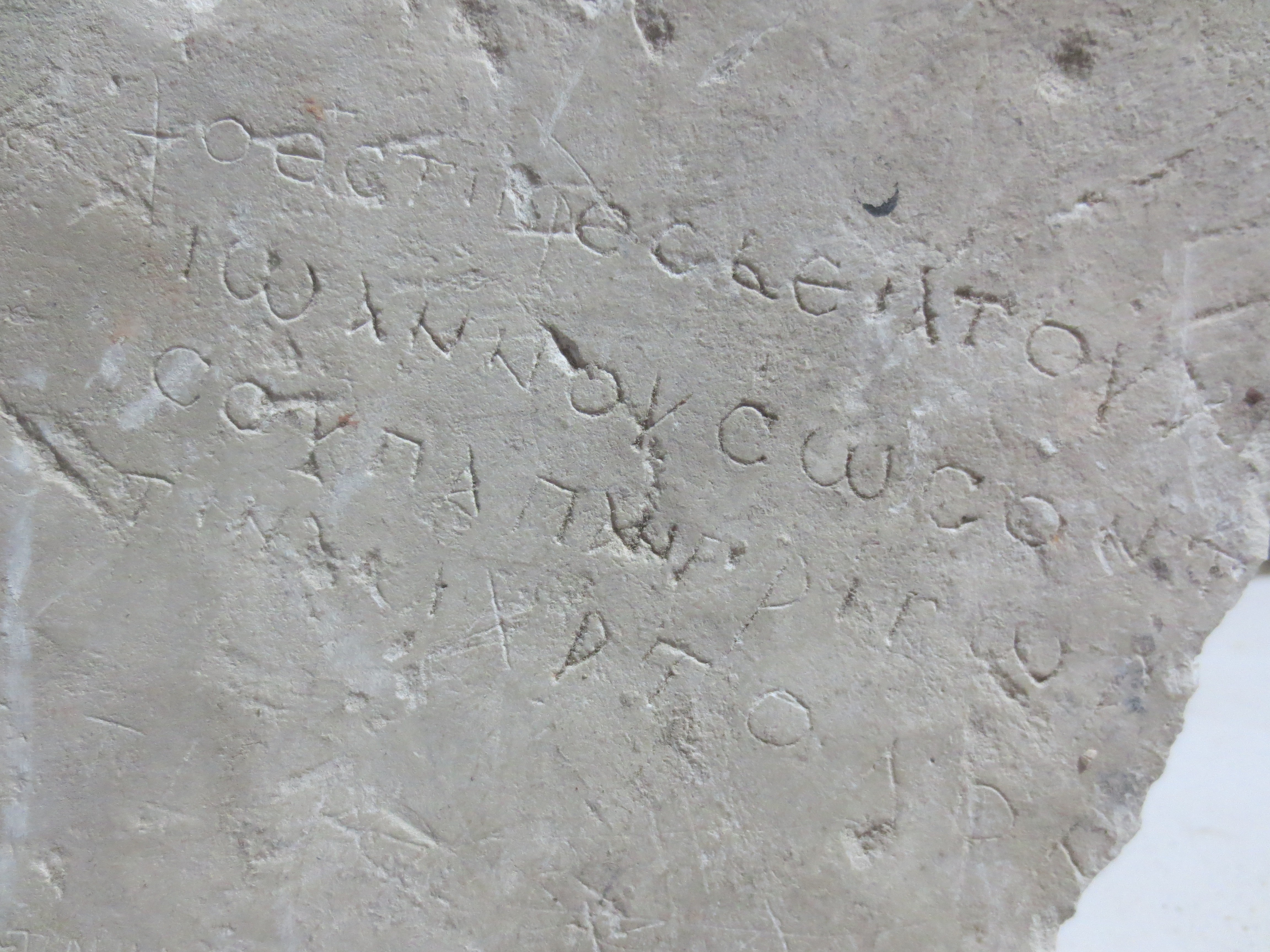
Плита с текстом «Прошения», фрагмент.
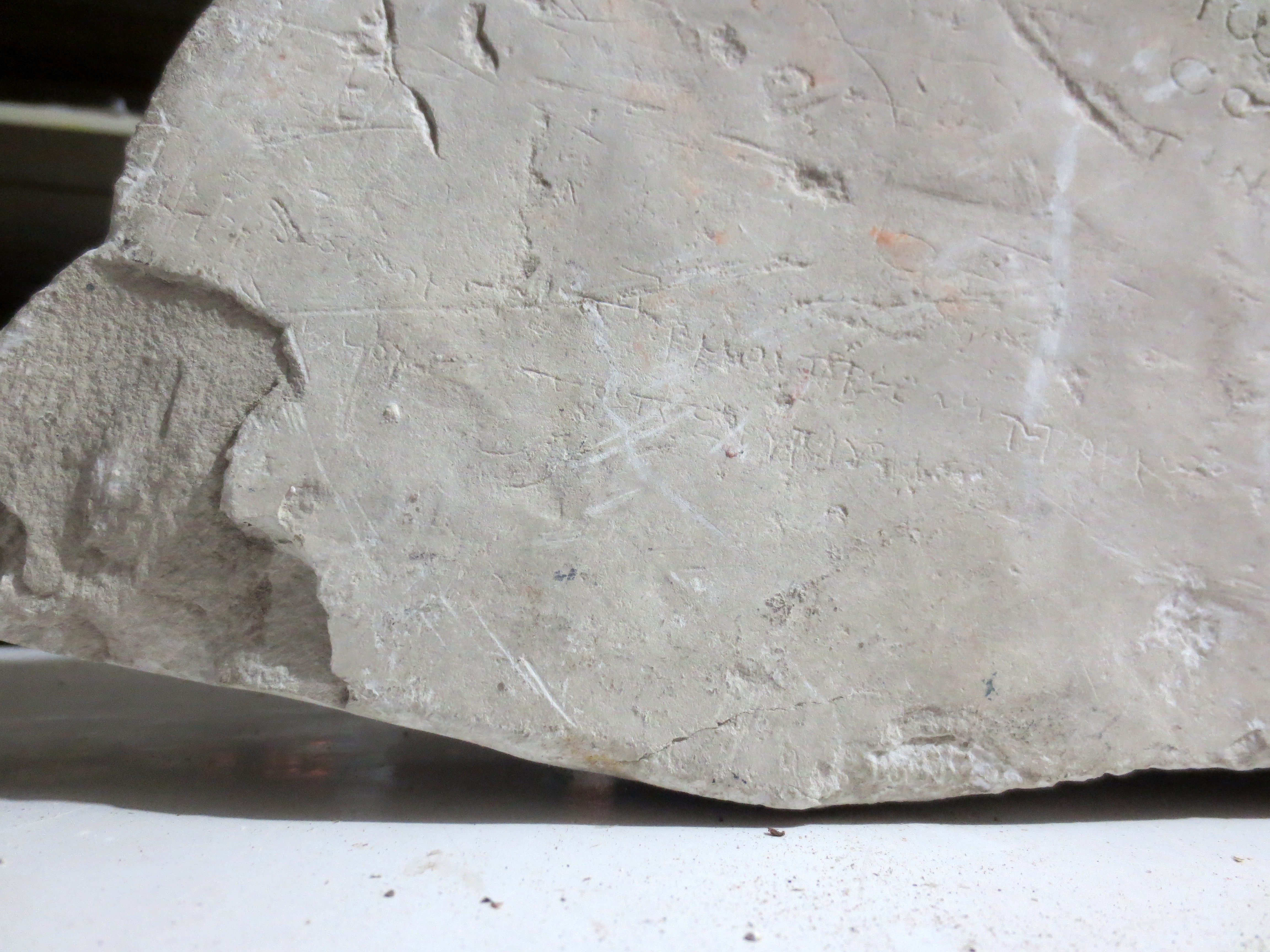
Плита с текстом «Прошения», фрагмент.